# シルバン・シャローム

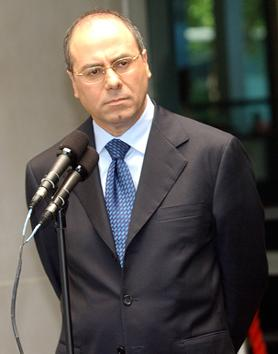
シルバン・シャローム

シルバン・シャローム（סילבן שלום、Silvan Shalom）は1958年8月4日生まれでチュニジア出身のユダヤ人、イスラエルの政治家、ジャーナリスト。

## 半生
1958年に、チュニジアにミズラヒーム（中東系ユダヤ人）として生を受け、翌年、両親に連れられイスラエルに帰還。ネゲヴ・ベン＝グリオン大学卒業後、大手保守系新聞のエルサレム・ポストに就職、ジャーナリストとしての道を歩き出す。1992年に政界入り、リクードに所属し党内では最も穏健派に属し、パレスチナ国家容認、入植地解体を伴う大幅な領土的譲歩の立場をとる。
2001年にシャロン政権が発足すると、財務相として初入閣。二期目では外相として起用され重用された。
しかし、論争を呼んだガザからの全面撤退（ガザ地区撤退計画）を2004年にシャロンが打ち出すと、穏健派であるにもかかわらず党内の多数派工作をなぜか拒否し周囲を驚かす。その理由として、シャローム自身、将来の首相の座をかねてから狙っており、そのために党内の強硬派を刺激したくないこと、また、ガザ地区撤退計画はオルメルト副首相（当時）やヴァイスグラス官房長官らごく一部のシャロン側近が立案･作成したもので、その密室でのやりとりにシャロームが不快感を持った、などが考えられる。シャロームはその後の国会での採決や閣議決定では賛成の立場をとった。
2005年11月、シャロンがカディマを結成した際は、それに同調せず、リクードに留まった。
2006年3月の総選挙では5回目の当選を果たす。2007年8月のリクードの党首選には出馬しなかった。